# Michel Kafando
Michel Kafando (Ouagadougou, 18 agosto 1942) è un politico burkinabé, Presidente del Burkina Faso ad interim dal 18 novembre 2014 al 29 dicembre 2015.
Il 17 settembre 2015 fu deposto da un colpo di Stato attuato dal generale Gilbert Diendéré, che prese brevemente il potere, e fu arrestato. Il 23 settembre successivo, Kafando fu liberato e tornò ad esercitare la sua carica fino al dicembre dello stesso anno, quando Roch Marc Christian Kaboré, dopo aver vinto le elezioni del 29 novembre, iniziò il suo mandato.